# Platystasius antennatus
Platystasius antennatus is een vliesvleugelig insect uit de familie van de Platygastridae. De wetenschappelijke naam van de soort is voor het eerst geldig gepubliceerd in 1956 door Sundholm.